# Akademi Tentara Nasional Indonesia

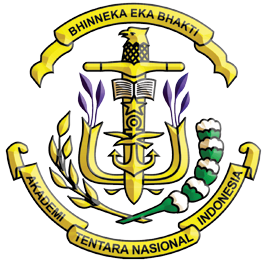
Emblem der Akademie

Die Akademi Tentara Nasional Indonesia (deutsch Akademie der indonesischen Armee), kurz Akademi TNI, ehemals Akademi Angkatan Bersenjata Republik Indonesia AKABRI (deutsch Akademie der Streitkräfte der Republik Indonesien) ist eine Militärhochschule der Streitkräfte Indonesiens.

## Aufgabe
Die Akademie sorgt für die integrative Ausbildung von Offizieren der Streitkräfte Indonesiens, um sie auf eine spätere Führung der Streitkräfte vorzubereiten. Sie bietet zudem die Möglichkeit eines Bachelor-Abschlusses.

## Vision und Mission
Die Akademi TNI sieht sich als Kompetenzzentrum in der integrativen Bildung. Die Kadetten sollen zu Offiziersanwärtern ausgebildet werden, die ein Gefühl für Widrigkeiten haben und bereit sind, sich weitern Bildungs- und zukünftigen Herausforderungen zu stellen.
Dazu sieht die Akademie ihre Aufgabe in der Schaffung einer förderlichen physischen und nicht-physischen Umgebung der integrativen Bildung und Bereitstellung einer angemessenen und effektiven integrativen Bildungsinfrastruktur, um die gesetzten Ziele zu erreichen. Die integrative Bildung, basierend auf dem Grundmuster der Soldatenausbildung umfasst die Bildung zu Verhalten und Einstellung im Kampf, Wissen und Grundfähigkeiten von Soldaten und zuverlässige körperliche Fähigkeiten zum Dienst in den Streitkräften. Die Akademie richtet dazu eine Zusammenarbeit mit verschiedenen Bildungseinrichtungen im IN- und Ausland ein, um ein integratives Bildungssystem zu entwickeln und die Leistung der Akademie zu verbessern, damit sie ihre Aufgaben erfüllen kann.

## Geschichte
Ziel der AKABRI war eine einzige Militärhochschule für alle Teilstreitkräfte zu schaffen, um Rivalitäten zwischen ihnen zu reduzieren. Die Streitkräfte sollten durch die gemeinsame Ausbildung de Offiziere geeint werden. Die Polizei war gerade erst den Streitkräften angeschlossen worden.
Am 5. Juli begann ein Ausschuss unter der Leitung von Konteradmiral OB Syaaf mit den Planungen für die Akademie. Auf deren Grundlage wurde am 16. Dezember 1965 mit dem Präsidialerlass Nr. 185/Koti/1965 die Grundlage für die Gründung  veröffentlicht. Der Tag gilt als Gründungstag der AKABRI. Zuvor war schon am 5. Oktober 1965 die formale Einweihung erfolgt. Am 29. Januar 1967 wurde der Campus in Magelang eröffnet und am 29. Januar 1969 schließlich die Befugnisse und Führungsaufgaben an den Kommandanten der Akademie übertragen. 1984, 2002, 2007 und 2008 gab es Änderungen in der Organisation. 1999 erfolgte die Umbenennung in AKTNI.
Die Militärhochschule untersteht dem jeweiligen Oberkommandierenden der Streitkräfte. Dem Kommandanten der Akademie ist das Chandradimuka-Regiment (Menchandra) unterstellt.
Ab 1985 war die ursprüngliche Ausbildung in vier Jahren in ein  3+1-Muster umgewandelt worden. Drei Jahre studierte man als Kadett, im vierten Jahr hatte man bereits den Offiziersdienstgrad eines Second Lieutenant. Seit 2007 wurde die Offiziersausbildung wieder über die kompletten vier Jahre ausgedehnt. Ein Jahr absolviert der Offiziersanwärter eine integrative Ausbildung an der Menchandra Akademi TNI und drei Jahre an der Force Academy.